# Cantó de Novion-Porcien
El cantó de Novion-Porcien és un cantó francès del departament de les Ardenes, situat al districte de Rethel. Té 23 municipis i el cap és Novion-Porcien.

## Municipis
- Auboncourt-Vauzelles
- Chesnois-Auboncourt
- Corny-Machéroménil
- Faissault
- Faux
- Grandchamp
- Hagnicourt
- Justine-Herbigny
- Lucquy
- Mesmont
- La Neuville-lès-Wasigny
- Neuvizy
- Novion-Porcien
- Puiseux
- Saulces-Monclin
- Sery
- Sorcy-Bauthémont
- Vaux-Montreuil
- Viel-Saint-Remy
- Villers-le-Tourneur
- Wagnon
- Wasigny
- Wignicourt

## Història
| Data d'elecció                           | Identitat            | Partit                         | Qualitat |
| ---------------------------------------- | -------------------- | ------------------------------ | -------- |
| 1945-1961                                | Charles Wahart       | MRP                            |          |
| 1961-1973                                | M. André             | MRP, després CD                |          |
| 1973-1992                                | Michel Vuibert       | Divers droite, després UDF     |          |
| 1992-                                    | Jean-François Leclet | UDF, després MoDem, després NC |          |
| les dades anteriors no són pas conegudes |                      |                                |          |
|                                          |                      |                                |          |

## Demografia
| A partir de 1990: Població sense dobles comptes |